# Cristian Polidori
Cristian Polidori (Ravenna, 6 giugno 1969) è un allenatore di calcio ed ex calciatore italiano, di ruolo attaccante.

## Carriera

### Giocatore
Cresciuto nel Ravenna, club della sua città, con cui debutta in Serie C2 restandovi fino al 1987. In seguito milita in Serie C1 per una stagione nel Monza e per una nel Rimini.
Nel 1989 torna a giocare in Serie C2 per un anno alla Solbiatese e per uno al Pergocrema (in cui segna 16 reti).
Nel giugno 1991 viene ingaggiato dal Pisa che lo impiega subito nella finale di Coppa Mitropa dove segna il gol del momentaneo vantaggio pisano, poi rimontato (2-1) dal Torino. A settembre debutta in Serie B e dopo 4 presenze viene ceduto alla Triestina in Serie C1. Dall'estate 1992 torna a Pisa con cui milita nel giro della prima squadra per due stagioni cadette fino al 1994, quando il sodalizio nerazzurro retrocede e fallisce.
Polidori passa così alla Carrarese dove resterà per sei stagioni di Serie C1 intervallate solo da alcuni mesi al Catanzaro tra il luglio e l'ottobre 1996.
Nel 2000 si trasferisce all'Alessandria che dopo alcuni mesi lo cede all'Imolese; nel 2001 torna all'Alessandria dove gioca per una stagione, prima di fare ritorno all'Imolese, dove chiude la sua carriera professionistica nel 2004 a 35 anni.
Complessivamente ha totalizzato 53 presenze (e 7 reti) in Serie B tutte con la maglia del Pisa.

### Allenatore
Una volta conclusa la carriera sportiva ha intrapreso quella di allenatore a livelli dilettantistici e delle giovanili.

## Palmarès

### Giocatore

#### Competizioni nazionali
- Serie C1: 1

Monza: 1987-1988
- Coppa Italia Serie C: 2

Monza: 1987-1988
Triestina: 1993-1994